# Cocker
Cocker — десятый студийный альбом британского певца Джо Кокера, выпущенный в 1986 году.
Это второй альбом Кокера на Capitol Records. Запись проходила в Лондоне, Мемфисе, Нью-Йорке и Лос-Анджелесе. Критики отметили песни «Shelter Me», «You Can Leave Your Hat On», «Inner City Blues», но сочли, что обилие продюсеров мало повлияло на звучание альбомов певца — тот же «мягкий синтезаторный расплывчатый взрослый саунд».
«You Can Leave Your Hat On» в исполнении Кокера вошла в саундтрек фильма «Девять с половиной недель» и является одной из наиболее известных его песен.
Альбом посвящён матери Джо, почившей во время работы над альбомом.

## Список композиций
| №  | Название                    | Автор(ы)                      | Длительность |
| -- | --------------------------- | ----------------------------- | ------------ |
| 1. | «Shelter Me»                | Ник Дистефано                 | 5:36         |
| 2. | «A to Z»                    | Том Киммел                    | 3:48         |
| 3. | «Don't You Love Me Anymore» | Альберт Хаммонд, Дайан Уоррен | 5:25         |
| 4. | «Living Without Your Love»  | Майкл Болтон, Даг Джеймс      | 4:09         |
| 5. | «Don't Drink The Water»     | Ричард Филдман, Пэт Робинсон  | 3:25         |

| №   | Название                    | Автор(ы)                          | Длительность |
| --- | --------------------------- | --------------------------------- | ------------ |
| 6.  | «You Can Leave Your Hat On» | Рэнди Ньюман                      | 4:14         |
| 7.  | «Heart of the Matter»       | Рональд Миллер, Билли Эртс        | 4:20         |
| 8.  | «Inner City Blues»          | Марвин Гэй, Джеймс Никс-мл.       | 5:51         |
| 9.  | «Love Is on a Fade»         | Стивен Аллен Дэвис, Дэннис Морган | 4:04         |
| 10. | «Heaven»                    | Терри Мэннинг                     | 4:32         |

## В записи участвовали
- Джо Кокер — вокал;
- Нил Шон, Ричи Зито, Эдди Мартинез, Клифф Гудвин, Данн Хафф — гитары
- Вито Сан Филиппо, Бернард Эдвардс, Рэнди Джексон, Артур Бэрроу, Майк Моран — бас-гитары
- Артур Бэрроу, Майк Моран, Джеф Лорбер, Ларри Маршалл, Джефф Бова, Майкл Боддикер, Ховард Херш — клавишные
- Майкл Бэйрд, Антон Фидж, Эрик Паркер — ударные
- Мел Коллинз, Эндрю Лав — саксофон
- Дик Хайд, Стив Мадайо, Джоэл Пескин — труба
- Альберт Хаммонд, Диана Уоррен, Кёртис Кинг, Максин Грин, Джулиа Тиллман Уотерс, Лэсли Смит, Джо Турано, Летисия Райт, Максин Уотерс — бэк-вокал[1]

## Чарты и сертификации
| Сертификатор | Значение        | Всего продано |
| ------------ | --------------- | ------------- |
| BVMI         | Платиновый диск | 500 000       |